# Siniperca
Siniperca là một chi cá nước ngọt trong họ Percichthyidae thuộc bộ cá vược bản địa của vùng Đông Á, cho đến Bắc Việt Nam, nhưng phần lớn các loài này được ghi nhận ở Trung Quốc.

## Các loài
Hiện hành các loài sau đây được ghi nhận trong chi này:
- Siniperca chuatsi (Basilewsky, 1855) (Cá quế hay cá quế mõm hếch)
- Siniperca fortis (S. Y. Lin, 1932)
- Siniperca kneri Garman, 1912 (big-eye mandarin fish)
- Siniperca liuzhouensis C. W. Zhou, X. Y. Kong & S. R. Zhu, 1987
- Siniperca obscura Nichols, 1930
- Siniperca roulei H. W. Wu, 1930
- Siniperca scherzeri Steindachner, 1892 (golden or leopard mandarin fish)
- Siniperca undulata P. W. Fang & L. T. Chong, 1932
- Siniperca vietnamensis Đ. Y. Mai, 1978